# Franciszek Malewski
Franciszek Hieronim Malewski (ur. 21 sierpnia 1800 w Wilnie, zm. 10 kwietnia 1870 w Sankt Petersburgu) – polski prawnik, członek Towarzystwa Filomatów, przyjaciel Adama Mickiewicza i jego towarzysz na zesłaniu w Rosji, w 1830 roku współzałożyciel „Tygodnika Petersburskiego” i jego redaktor do 1835 roku. Na zlecenie władz rosyjskich przeprowadził kodyfikację praw litewskich.
Był synem Szymona Malewskiego, rektora Uniwersytetu Wileńskiego. Ożenił się z Heleną Szymanowską (córką pianistki Marii i siostrą Celiny, żony Adama Mickiewicza). Miał z nią córkę Marię, z którą ożenił się później Władysław Mickiewicz. To on ocalił część rękopisów Malewskiego.
Franciszek Malewski był dla młodego Mickiewicza autorytetem w kwestiach moralnych i literackich i jednym z pierwszych czytelników jego pierwszych poezji. Obaj ściśle współpracowali nad zasadami działania tajnych związków studenckich.